# S. Pancharatnam
S. Pancharatnam (Shivaramakrishnan Pancharatnam; * 9. Februar 1934 in Kalkutta; † 28. Mai 1969 in Oxford) war ein indischer Physiker. Er ist bekannt für die frühe Einführung einer Variante der geometrischen Phase 1956 in Experimenten mit polarisiertem Licht.

## Leben
Pancharatnam studierte an der Nagpur University und ging dann ans Raman Research Institute von C. V. Raman in Bangalore. Raman war zwar ein Bruder seiner Mutter und ein Bruder von Pancharatnam studierte bereits bei Raman, aber gerade aus diesen Gründen wollte Pancharatnam eigentlich nicht bei ihm studieren. Erst ein Gespräch mit Raman, der über die Verwandtschaft zu dem Zeitpunkt nichts wusste, führte zu einem Sinneswechsel. Bei Raman befasste er sich insbesondere mit Kristalloptik, was zu mehreren Veröffentlichungen führte. 1961 ging er als Reader an die neu gegründete University of Mysore, wo Sivaramakrishna Chandrasekhar, mit dem er ebenfalls verwandt war, den Lehrstuhl für Physik innehatte. 1960 besuchte er die USA und Kanada, unter anderem eine Konferenz über Kohärenz und Quantenoptik in Rochester. Er besuchte auch die zweite Rochester-Konferenz 1966 und 1968 eine Konferenz über optisches Pumpen in Warschau, wo er den Vortrag Theory and experimental observation of modulated birefringence hielt. 1964 bis zu seinem Tod war er Research Fellow an der University of Oxford (St. Catherine’s College und Clarendon Laboratory) bei George William Series, wo er sich unter anderem mit Experimenten zum optischen Pumpen beschäftigte. Er starb mit 35 Jahren an einer Lungenkrankheit, an der er schon in Indien litt.
Pancharatnams Vorläuferrolle in der Einführung der geometrischen Phase wurde erst nach Michael Berrys allgemeinerer Behandlung 1983 bekannt. Manchmal wird die Berry-Phase (geometrische Phase) deshalb auch zusätzlich nach Pancharatnam benannt. Pancharatnam untersuchte 1956 die Interferenz von Strahlen polarisierten Lichts, das mehrere Kristalle durchlief. Dazu musste er eine Definition der Phase polarisierten Lichts einführen, die heute nach ihm benannt ist.
1958 wurde er Mitglied der Indian Academy of Sciences.
1975 erschienen seine gesammelten Werke. Nicht einbezogen ist sein Beitrag zum Artikel über Kristalloptik im Handbuch der Physik 1961, verfasst von G. N. Ramachandran und S. Ramaseshan (sein Bruder). Pancharatnam wollte nicht als Ko-Autor genannt werden.

## Schriften
- S. Pancharatnam: Collected Works. Oxford University Press 1975 (Vorwort G. W. Series).
- Review: R.W. Ditchburn: Collected Works of S. Pancharatnam. In: Optica Acta: International Journal of Optics. Band 23, Nr. 1, 1976, S. 84–84, doi:10.1080/716099374.